# Regów
Regów – wieś w Polsce położona w województwie mazowieckim, w powiecie grodziskim, w gminie Baranów.
Wieś wchodzi w skład sołectwa Regów-Gongolina.
| SIMC    | Nazwa      | Rodzaj    |
| ------- | ---------- | --------- |
| 0723164 | Dziarnówka | część wsi |

W latach 1975–1998 miejscowość administracyjnie należała do województwa skierniewickiego.
We wrześniu 1944 Niemcy spacyfikowali wieś. Domy zostały spalone a kilkanaście osób hitlerowcy zamordowali.

## Nazwa
W księdze łacińskiej Liber fundationis episcopatus Vratislaviensis (pol. Księga uposażeń biskupstwa wrocławskiego) spisanej za czasów biskupa Henryka z Wierzbna w latach 1295–1305 miejscowość wymieniona jest w zlatynizowanej formie Rygowo.